# Ascheffel
Ascheffel (en danois: Askfelt) est une municipalité allemande située dans le land du Schleswig-Holstein et dans l'arrondissement de Rendsburg-Eckernförde. En 2015, sa population est de 1 012 habitants.

## Patrimoine
Le mont Aschberg à 98 mètres d'altitude à côté du village abrite la statue de Bismarck (1901).